# Commission scolaire de Kamouraska - Rivière-du-Loup
 (septembre 2020).
Pour les raisons suivantes :
- Les commissions scolaires québécoises étaient une forme de gouvernement local composé de commissaires élus et disposant de pouvoirs de taxation. Leur admissibilité dans Wikipédia est bien établie.
- Par contre, les centres de service scolaires sont plutôt des centres administratifs relevant du ministère de l'Éducation. Leur mode de gestion et leurs pouvoirs sont différents de ceux des commissions scolaires. Leur admissibilité selon les critères de Wikipédia n'a pas encore été démontrée.
- Vu leur nature différente, les éventuels articles sur les centres de services scolaires devraient être distincts de ceux des commissions scolaires, et non des renommages de ceux-ci.
- Les contributeurs sont invités à discuter de ce sujet sur Discussion Projet:Québec.

La commission scolaire de Kamouraska - Rivière-du-Loup est une ancienne commission scolaire. Elle est abolie le 15 juin 2020, et remplacée par un Centre de services scolaire relevant du ministère de l'Éducation du Québec située dans la région administrative du Bas-Saint-Laurent dans l'Est du Québec. 
Il s'étend sur le territoire des municipalités régionales de comté (MRC) de Kamouraska, Rivière-du-Loup, Sainte-Louise et Saint-Roch-des-Aulnaies. 

## MRC de Kamouraska
40 % de la clientèle scolaire jeunes
Deux districts scolaires

### District scolaire 1
(La Pocatière)
- École de la Marée-Montante, de l'Orée-des-Bois et de l'Étoile-Filante
- École des Vents-et-Marées, de la Pruchière et de l'Amitié
- École Sacré-Cœur
- École polyvalente La Pocatière
- Centre de formation professionnelle Pavillon-de-L’avenir
- Centre de formation générale des adultes

### District scolaire 2
(Saint-Pascal) 
- École Saint-Philippe, Notre-Dame et J.-C.-Chapais
- École Monseigneur-Boucher, Saint-Louis et Saint-Bruno
- École Hudon-Ferland, Sainte-Hélène et Saint-Louis de Saint-Joseph
- École secondaire Chanoine-Beaudet
- Centre de formation professionnelle Pavillon-de-L’avenir
- Centre de formation générale des adultes

## MRC de Rivière-du-Loup
60 % de la clientèle scolaire jeunes
Trois districts scolaires

### District scolaire 3
(Rivière-du-Loup – secteur centre)
- École La Croisée
- École Roy et Joly
- École internationale Saint-François-Xavier
- École secondaire de Rivière-du-Loup
- Centre de formation professionnelle Pavillon-de-L’avenir
- Centre de formation générale des adultes

### District scolaire 4
(Rivière-du-Loup – Secteur nord-est)
- École Vents-et-Marées et Desbiens
- École Moisson-d'Arts, La Chanterelle, Notre-Dame-du-Sourire et Riou

### District scolaire 5
(Rivière-du-Loup – Secteur sud-ouest)
- École Notre-Dame-du-Portage et Les Pèlerins
- École Lanouette
- École des Vieux-Moulins et Saint-Modeste